# يوهان فان دير فيلدي
يوهان فان دير فيلدي (بالهولندية: Johan van der Velde) مواليد 12 ديسمبر 1956 في هولندا، هو دراج هولندي سابق في صنف سباق الدراجات على الطريق.

## سجل النتائج

### سباقات أو مراحل فاز بها
- طواف فرنسا
- طواف سويسرا
- طواف إيطاليا

### المراكز
- حقق المركز الـ 12 في سباق طواف فرنسا 1980
- حقق المركز الـ 12 في سباق طواف فرنسا 1981
- حقق المركز الـ 3 في سباق طواف فرنسا 1982
- حقق المركز الـ 22 في طواف إيطاليا 1985
- حقق المركز الـ 52 في سباق طواف فرنسا 1986
- حقق المركز الـ 16 في طواف إيطاليا 1986
- حقق المركز الـ 9 في طواف إيطاليا 1987
- حقق المركز الـ 65 في طواف إيطاليا 1988

## وصلات خارجية
- الموقع الرسمي

## روابط خارجية
- يوهان فان دير فيلدي على موقع أرشيف الدراجات (الإنجليزية)
- يوهان فان دير فيلدي على موقع إحصائيات الدراجات الإحترافية (الإنجليزية)
- يوهان فان دير فيلدي على موقع CycleBase (الإنجليزية)